# Silken Shackles
Silken Shackles é um filme mudo do gênero drama produzido nos Estados Unidos e lançado em 1926. É atualmente considerado filme perdido.